# Resolutie 605 Veiligheidsraad Verenigde Naties
Resolutie 605 van de Veiligheidsraad van de Verenigde Naties werd op 22 december 1987 aangenomen door veertien leden van de Veiligheidsraad. Eén lid, de Verenigde Staten, onthield zich. De resolutie riep Israël opnieuw op om de Geneefse Conventie betreffende de bescherming van burgers in oorlogstijd te respecteren in de Arabische gebieden die het sinds 1967 bezet hield.

## Achtergrond
In 1967 vocht Israël de Zesdaagse Oorlog uit tegen Egypte, Syrië en Jordanië. Tijdens die oorlog bezette Israël grondgebied van de drie tegenstanders: de Golanhoogten in Syrië, de Westelijke Jordaanoever die in 1948 door Jordanië was geannexeerd en in 1947 door de VN werd beschouwd als grondgebied van een te vormen Arabische staat, Oost-Jeruzalem met onder meer de Oude Stad die eveneens door Jordanië was geannexeerd en door de VN bestempeld als internationaal gebied) en ten slotte de Gazastrook en het schiereiland Sinaï van Egypte. Vervolgens verschenen de Israëlische nederzettingen in de bezette gebieden, waaraan de Palestijnen steeds meer grondgebied verloren. Sindsdien werd alleen de Sinaï − na vredesoverleg met Egypte − in 1982 teruggegeven. De Joodse nederzettingen aldaar werden ontruimd.

## Inhoud
De Veiligheidsraad:
- Heeft de brief van Jemens vertegenwoordiger in de hoedanigheid van voorzitter van de Arabische Groep VN-lidstaten in beraad genomen.
- Denkt aan de rechten van alle volkeren die zijn erkend in het Handvest van de Verenigde Naties en de Universele verklaring van de rechten van de mens.
- Herinnert aan de resoluties over de door Israël bezette gebieden, waaronder resolutie 446, 465, 497 en 592.
- Herinnert aan de Geneefse Conventie betreffende de bescherming van burgers in oorlogstijd.
- Is erg bezorgd om de verslechterende situatie in de bezette gebieden.
- Houdt rekening met de noodzaak aan maatregelen om de Palestijnse burgers onder Israëlische bezetting te beschermen.
- Bedenkt dat de huidige praktijken van Israël ernstige gevolgen zullen hebben voor inspanningen voor vrede in het Midden-Oosten.

1. Betreurt deze praktijken die de mensenrechten schenden; in het bijzonder het schieten op weerloze burgers.
2. Bevestigt dat de Geneefse Conventie in de bezette gebieden van toepassing is.
3. Roept Israël nogmaals op de Geneefse Conventie te respecteren.
4. Roept nog op tot terughoudendheid om bij te dragen aan vrede.
5. Benadrukt de dringende nood aan een oplossing voor het conflict.
6. Vraagt secretaris-generaal Javier Pérez de Cuéllar om de situatie in de bezette gebieden te bekijken en aanbevelingen te doen om de burgers te beschermen.
7. Besluit de situatie in de bezette gebieden in de gaten te houden.

## Verwante resoluties
- Resolutie 592 Veiligheidsraad Verenigde Naties (1986)
- Resolutie 681 Veiligheidsraad Verenigde Naties (1990)

Lijst ·  594 ·  595 ·  596 ·  597 ·  598 ·  599 ·  600 ·  601 ·  602 ·  603 ·  604 ·  605 ·  606